# Sielsowiet Porozów
Sielsowiet Porozów (biał. Поразаўскі сельсавет, Porazauski sielsawiet; ros. Порозовский сельсовет) – sielsowiet na Białorusi, w obwodzie grodzieńskim, w rejonie świsłockim, z siedzibą w Porozowie.

## Demografia
Według spisu z 2009 passowiet Porozów i osiedle typu miejskiego Porozów zamieszkiwało 2756 osób, w tym 1656 Białorusinów (60,09%), 1017 Polaków (36,90%), 59 Rosjan (2,14%), 18 Ukraińców (0,65%), 6 osób innych narodowości i 1 osoba, która nie podała żadnej narodowości.

## Geografia i transport
Sielsowiet położony jest na Równinie Prużańskiej, w centralnej i wschodniej części rejonu świsłockiego. Największą rzeką jest Roś. Część sielsowietu leży na terenie Parku Narodowego „Puszcza Białowieska”.
Przez sielsowiet przebiegają drogi republikańskie R78 i R98.

## Historia
Sielsowiet Porozów powstał 18 października 2013 z połączenia osiedla typu miejskiego Porozów i passowietu Porozów.

## Miejscowości
- osiedle typu miejskiego:
  - Porozów
- wsie:

| - - Bobrowniki Wielkie - Borowiki - Bryki - Chrustów - Chruszczonowicze - Czerepki - Dziemidowicze - Dzieżkowce-Hrud - Dzieżkowce Stare - Gieruciów - Hornostajewicze | - - Hruszczany - Hryniewicze - Hurczyny - Kobuzie - Kołonna Mała - Kołonna Wielka - Korewicze - Kowale - Kropiwnica - Krywulicze | - - Kulewicze - Kusińce - Lidziany - Michajły - Motosze - Narkiewicze - Nowosady - Połujanki - Puszczyki - Rakowszczyzna | - - Sidorki - Sokolniki - Stasiuczyce - Telaki - Tołoczmany - Walickowszczyzna - Woronicze - Zahorany - Zapolicze - Żukiewicze |

- chutor:
  - Sokolniki
- dawny majątek:
  - Bogudzięki